# Revive & Restore
Revive & Restore es una organización sin fines de lucro dedicada a la conservación de la fauna silvestre que aporta la biotecnología a la conservación. La biotecnología se puede utilizar para aumentar la diversidad genética, desarrollar resistencia a las enfermedades y facilitar la adaptación. Con sede en Sausalito, California, la misión de la organización es mejorar la biodiversidad mediante el rescate genético de especies en peligro de extinción y extintas.
Revive & Restore ha sido pionera en el “Kit de herramientas de rescate genético” para la conservación de la fauna silvestre, un conjunto de herramientas biotecnológicas adaptadas de la medicina humana y la agricultura comercial que pueden contribuir a mejorar los resultados de la conservación de la fauna silvestre. El kit de herramientas incluye biobancos y cultivos celulares, secuenciación genética y tecnologías reproductivas avanzadas, como la clonación. El kit de herramientas complementa las prácticas tradicionales de conservación, como la crianza en cautiverio y la restauración del hábitat. Hasta el 2023, Revive & Restore otorgó 54 becas de investigación a proyectos que demuestran el uso de la biotecnología para la conservación aplicada. Estas iniciativas abarcan 16 países y más de 70 especies silvestres.
El trabajo de Revive & Restore no está exento a la polémica. En concreto, su trabajo en la desextinción se ha calificado como “jugar a ser Dios” y ha sido criticado por restar tiempo y dinero a las iniciativas tradicionales de conservación. Además, a muchos les preocupa el concepto de clonación, incluso en el contexto de la conservación.

## Antecedentes
Stewart Brand y Ryan Phelan cofundaron Revive & Restore en 2012 con la idea de aportar soluciones biotecnológicas a la conservación. Los fundadores reconocieron que las iniciativas tradicionales de conservación no eran suficientes para salvar a algunas de las especies más amenazadas del mundo y que se necesitaban nuevas tecnologías. La Long Now Foundation creó el grupo hasta 2017, cuando se convirtió en una organización 501(c)(3) independiente.
Revive & Restore acaparó la atención mundial en 2013, cuando organizó el primer encuentro público sobre la desextinción. Entre sus proyectos fundacionales se incluyen la desextinción de la paloma migratoria, la gallina de brezo (Tympanuchus cupido cupido) y el mamut lanudo. Desde entonces, Revive & Restore mantiene alianzas con instituciones de investigación, organismos gubernamentales y organizaciones conservacionistas en una amplia gama de programas de rescate genético en apoyo de especies amenazadas.

## Alianzas
Los proyectos de Revive & Restore se llevan a cabo en alianza con instituciones científicas, organizaciones conservacionistas, empresas biotecnológicas y organismos gubernamentales. Revive & Restore es miembro de la Unión Internacional para la Conservación de la Naturaleza (UICN) y tiene alianzas de larga data con el Servicio de Pesca y Vida Silvestre de los Estados Unidos, la Alianza de Vida Silvestre del Zoológico de San Diego, la Fundación Animal Morris y ViaGen Pets & Equine, entre otros.

## Programas

### Catalyst Science Fund
El Catalyst Science Fund apoya el desarrollo de nuevas herramientas biotecnológicas para la conservación. Lanzado en 2018 y ahora con más de USD 8 millones, el Catalyst Science Fund se centra en la investigación de la biociencia en fase inicial y en proyectos de prueba de concepto con el potencial de influir en la conservación. Los programas financiados incluyen el Kit avanzado de herramientas para coral y el programa Wild Genomes descritos a continuación, entre otros.[18]

### Kit avanzado de herramientas para coral
El Kit avanzado de herramientas para coral apoya a los equipos de investigación en el desarrollo y ensayo en el terreno de biotecnologías que beneficien la gestión y restauración de los arrecifes de coral. Los proyectos incluyen métodos de criopreservación de corales para biobancos a gran escala y dispositivos de campo para medir la información genética o las señales moleculares asociadas con el estrés de los corales. Lanzado en 2019, el programa ha financiado 10 equipos de investigación.

### Wild Genomes
Wild Genomes es un programa de financiamiento que proporciona herramientas genómicas a científicos de campo, gestores de fauna silvestre y ciudadanos que trabajan para proteger su biodiversidad local. Hasta el 2023, Wild Genomes ha financiado 30 proyectos individuales. Las categorías del programa incluyen especies terrestres, especies marinas, anfibios y ecosistemas de algas.

### Biobancos informados
Debido a las crecientes tasas de extinción los biobancos y la secuenciación de especies en peligro de extinción pueden ayudar a las iniciativas de restauración. En 2022, Revive & Restore estableció una alianza con el Servicio de Pesca y Vida Silvestre de los Estados Unidos para crear biobancos de tejidos vivos de especies en peligro de extinción en los Estados Unidos. La alianza incluye el desarrollo de una línea de biobancos para el cultivo de células y la criopreservación a largo plazo. La alianza también incluye un programa piloto para crear biobancos y secuenciar genomas en más de 20 especies amenazadas y en peligro de extinción de los Estados Unidos.

### Clonación para la conservación
Para ayudar a mitigar la depresión por endogamia de dos especies en peligro de extinción, el turón patinegro americano (Mustela nigripes) y el caballo de Przewalski (Equus ferus przewalskii), Revive & Restore facilita las iniciativas en curso para clonar individuos de líneas celulares históricas almacenadas en el Zoológico Congelado de la Alianza de Fauna Silvestre del Zoológico de San Diego. El programa busca restaurar la variación genética perdida a partir del acervo genético vivo. El 10 de diciembre de 2020, nació el primer turón patinegro americano clonado del mundo. Este hurón, llamado Elizabeth Ann, marcó la primera vez que se clonaba con éxito una especie estadounidense en peligro de extinción.
El 6 de agosto de 2020, nació el primer caballo de Przewalski clonado del mundo. Puesto que el ovocito utilizado procedía de un caballo doméstico, se trató de un ejemplo de TNCS entre especies. En 2022, el caballo, llamado Kurt, fue emparejado con el caballo hembra de Przewalski en el Parque de Safari de Fauna Silvestre del Zoológico de San Diego para aprender el comportamiento de su especie. El 17 de febrero de 2023, nació un segundo caballo de Przewalski clonado a partir de la misma línea celular histórica. Kurt y el nuevo potro son gemelos genéticos que pueden convertirse en los primeros animales clonados en restaurar la variación genética perdida de su especie.

### Biotecnología para la conservación de las aves
En 2019, la UICN incluyó 460 especies de aves en peligro de extinción.  Sin embargo, las tecnologías reproductivas avanzadas que existen para los mamíferos, como la clonación, no son transferibles a las aves debido a las diferencias en las estrategias reproductivas. Las tecnologías para ayudar a la conservación de las aves se encuentran muy por detrás de las desarrolladas para los mamíferos. En 2022, Revive & Restore puso en marcha el programa de Biotecnología para la Conservación de las Aves con el fin de avanzar en los métodos reproductivos y de edición genética en aves. Hasta la fecha, ha financiado 8 proyectos dirigidos por científicos de Estados Unidos, Alemania, Corea y Japón. Las tecnologías desarrolladas en el programa de Biotecnología para la Conservación de las Aves también podrían impulsar dos de los proyectos fundadores de Revive & Restore: la desextinción de las paloma migratoria y gallina de brezo (Tympanuchus cupido cupido).

### Desextinción
En 2012, Revive & Restore organizó y financió un taller sobre la desextinción, al que solo se podía asistir por invitación y que reunió a 36 científicos de todo el mundo para debatir sobre la recuperación de especies perdidas. El evento supuso la primera reunión organizada sobre el tema. En 2013, Revive & Restore organizó y financió la primera reunión pública sobre desextinción, TEDxDeExtinction, que catapultó el concepto a los principales medios de comunicación. El mamut lanudo y la paloma migratoria se convirtieron en las especies centrales de las iniciativas de Revive & Restore por la desextinción.
De 2013 a 2021, Revive & Restore organizó la investigación y el desarrollo de los proyectos del mamut lanudo y la paloma migratoria. En 2021, una empresa de biociencias con fines de lucro, Colossal Biosciences, se hizo cargo del proyecto del mamut lanudo. Revive & Restore está trabajando en el proyecto de la paloma migratoria.

### Iniciativa de consecuencias previstas
En 2020, Revive & Restore desarrolló una campaña en torno al concepto de “Consecuencias previstas”, la cual se centra en los beneficios de las intervenciones de conservación, en lugar de centrarse en los temores a las consecuencias imprevistas. Revive & Restore argumentó que cuando los conservacionistas proponen intervenciones, a menudo escuchan: “¿Qué pasa con las consecuencias imprevistas?”. Sin embargo, para miles de especies en peligro de extinción y amenazadas, la inacción puede llevar a la extinción. El concepto de “consecuencias previstas” ofrece un contrapeso a la narrativa del miedo a las consecuencias imprevistas.
En 2020, Revive & Restore organizó un taller virtual sobre consecuencias previstas con 57 participantes, entre científicos, expertos en ética y profesionales de la conservación. El taller dio lugar a la publicación de un número especial en la revista científica revisada por pares, Conservation Science and Practice.